# Ottavino
Un ottavino (plural, ottavini) u octavín, es un instrumento musical de teclado y cuerda pulsada, de la familia del clavecín. 

## Descripción
Se trata de un tipo de virginal, con forma rectangular, poligonal o triangular, y suena una octava más aguda que estos. Se usaron posiblemente como instrumento portátil (muy presente en la iconografía de música al aire libre), tanto para el acompañamiento, repertorio solista o líneas melódicas dentro de conjuntos instrumentales.